# Franco Emmanuel Cáseres
Franco Emmanuel Cáseres (n. Chivilcoy, Buenos Aires, Argentina; 4 de marzo de 1993) es un futbolista argentino. Juega de mediocampista y su equipo actual es Independiente (Ch), del Torneo Federal A 2024.

## Trayectoria
Se desempeña como volante creativo, y tiene un muy buen manejo de pelota. Debutó en el Torneo de Transición 2014 ante Olimpo, y busca consolidarse en la Primera. Para ello, fue cedido al Club Atlético Independiente (Chivilcoy).

## Clubes[1]
| Club                                        | País      | Año           |
| ------------------------------------------- | --------- | ------------- |
| Quilmes                                     | Argentina | 2014 - 2015   |
| Independiente (Ch)                          | Argentina | 2016          |
| Club Atlético Social y Deportivo Camioneros | Argentina | 2016 - 2020   |
| Independiente (Ch)                          | Argentina | 2020-Presente |